# Calycogonium ekmanii
Calycogonium ekmanii är en tvåhjärtbladig växtart som beskrevs av Ignatz Urban. Calycogonium ekmanii ingår i släktet Calycogonium och familjen Melastomataceae. Inga underarter finns listade i Catalogue of Life.